# Choi Yoo-jung
Đây là một tên người Triều Tiên, họ là Choi.
Choi Yoo-jung (tiếng Hàn: 최유정, sinh ngày 12 tháng 11 năm 1999) là một nữ ca sĩ người Hàn Quốc. Yoojung là thành viên của nhóm nhạc nữ Weki Meki thuộc quyền quản lý của Fantagio và là cựu thành viên của nhóm nhạc nữ dự án I.O.I đứng thứ 3 chung cuộc của chương trình Produce 101 season 1

## Lịch sử
Choi Yoo Jung sinh ngày 12 tháng 11 năm 1999 (22 tuổi) tại Goyang, Gyeonggi, Hàn Quốc.
Yoojung là một trong những thực tập sinh có thời gian training lâu nhất trong Produce 101 (hơn 4 năm), nhưng Yoo Jung lại là một trong những thí sinh nhỏ tuổi nhất tham gia cuộc thi.
Khoảng 2-3 năm trước khi đầu quân cho Fantagio, Yoojung đã thực tập ở Def Dance Company, một công ty vô cùng nổi tiếng về lĩnh vực nhảy ở Hàn Quốc.
Yoojung được coi là một idol toàn năng. Ngoài việc là nhảy chính và rap chính của Weki Meki thì khả năng ca hát của YooJung cũng được công nhận. Ngoài ra YooJung còn tham gia diễn xuất và dẫn chương trình...

## Sự nghiệp

### Trước khi ra mắt
Khoảng 2-3 năm trước khi đầu quân cho Fantagio, Yoojung đã thực tập ở Def Dance Company, một công ty vô cùng nổi tiếng về khoản nhảy ở Đại Hàn Dân Quốc.
Yoojung đã biểu diễn khá nhiều trong các gameshows suốt khoảng thời gian training ở Def. Nhóm mà Yoo Jung tham gia có tên gọi là D-Kids.
Def Company thường xuyên tổ chức các buổi thử giọng và giao hữu giữa các công ty khác nhau (từ YG cho đến Key East, v..v..). Đến năm 2011, họ hợp tác với N.O.A Entertainment và tổ chức buổi thử giọng. N.O.A Entertainment đã cải tiến hình ảnh và thương hiệu, đổi thành Fantagio Entertainment, nơi mà Yoojung đã luyện tập với tư cách là trainee cho đến khi Produce 101 bắt đầu. Có thể nói Yoojung đã dành gần hết thời niên thiếu của mình ở Fantagio. Dù gia nhập Fantagio nhưng Def Company vẫn luôn ủng hộ Yoojung dù chỉ luyện tập vài năm ở đây.
Yoojung cùng Doyeon từng xuất hiện trong web-drama "To Be Continued" của nhóm nhạc nam cùng công ty quản lý Fantagio ASTRO

### 2016: Ra mắt với I.O.I
Vào tháng 12 năm 2015, Yoo-jung được công ty cho tham gia chương trình truyền hình thực tế sống còn Produce 101 của đài Mnet với tiêu chí lựa chọn ra 11 thành viên cho nhóm nhạc nữ quốc dân bao gồm 101 thực tập sinh đến từ nhiều công ty lớn nhỏ khác nhau. Sở dĩ gọi I.O.I là "nhóm nhạc nữ quốc dân" vì nhóm hoàn toàn được tạo ra bằng các nhà sản xuất quốc dân và được chọn ra nhờ sự bình chọn của mọi người.
I.O.I là nhóm nhạc nữ Hàn Quốc được thành lập bởi công ty CJ E&M thông qua chương trình thực tế sống còn PRODUCE 101 của kênh truyền hình Mnet và được quản lý bởi công ty YMC Entertainment.
I.O.I chính thức ra mắt vào ngày 4 tháng 5 năm 2016. Cô đảm nhận vai trò Lead Rapper, Lead Dancer, Lead Vocalist của nhóm
Ngày 9 tháng 8 năm 2016, Yoo Jung cùng nhóm nhỏ của I.O.I gồm 7 thành viên (với Nayoung, Chungha, Jieqiong, Sohye, Doyeon và Somi) phát hành single album Whatta Man với bài hát chủ đề "Whatta Man (Good Man)".
Yoo Jung đã tham gia viết lời rap cho một số bài hát: Hook Ga, Line, I.O.I (ca khúc intro, viết lời cùng NaYoung), Dream Girl, "내 말대로 해줘" (More More)

### 2017: Ra mắt với Weki Meki
-Ngày 8 tháng 8 năm 2017, cô chính thức ra mắt với Weki Meki trong album Weme cùng MV "I don't like your girlfriend". Cô đảm nhận vai trò Main Rapper, Lead Vocalist, Main—Dancer, Center của nhóm. 2 bài hát trong album là Stay with me và Pretty boy (너란 사람) do Yoo Jung tham gia viết lời.
Cuối năm 2017 - đầu 2018: WEKI MEKI MOHAE
-Ngày 1 tháng 6 năm 2018, Yoo Jung trở lại cùng nhóm dự án kết hợp giữa 2 nhóm WJSN(Cosmic Girls) và Weki Meki Là WJMK
+WJMK gồm: DoYeon, Seola, YooJung, Luda
+MV: Strong
-Ngày 21 tháng 2 năm 2018, Yoo Jung trở lại cùng Weki Meki với album Lucky và MV "La La La'
-Ngày 11 tháng 10 năm 2018, Yoo Jung trở lại cùng Weki Meki với album 'KISS, KICKS' và MV 'Crush'
-Ngày 14 tháng 5 năm 2019, Yoojung trở lại cùng Weki Meki với album 'LỌCK END LOL' và MV 'Picky Picky'
-Ngày 13 tháng 8 năm 2019,Yoojung trở lại cùng Weki Meki với repackage album đơn thứ 2 'WEEK END LOL' và MV 'Tiki Taka'
-Ngày 18 tháng 6 năm 2020, Yoojung trở lại cùng Weki Meki với album nhỏ thứ 3 'HIDE AND SEEK' và MV 'OOPSY'
-Ngày 20 tháng 2 năm 2020, Yoojung trở lại cùng Weki Meki với album đơn 'DAZZLEDAZZLE' và MV 'DAZZLE DAZZLE'
-Ngày 8 tháng 10 năm 2020, Yoojung trở lại cùng Weki Meki với album nhỏ thứ 4 'NEW RULES' và MV 'Cool'
-Ngày 18 tháng 11 năm 2021, Yoojung trở lại cùng Weki Meki với album "I AM ME" và MV "Siesta"